# Yucca Corridor
A Yucca Corridor egy változatos, nagyon kis területű, ám sűrűn lakott része a kaliforniai Hollywoodnak. A Yucca Street, a városrész leghosszabb utcája mentén fekszik. A környéket észak-dél irányban a Hollywood Boulevard és a Franklin Avenue, kelet-nyugati irányban a Highland Avenue és a Vine Street határolja. Ez körülbelül egy nyolcszáz méterszer négyszáz méteres területet jelent.
A környék a Hollywood Boulevard északi, legforgalmasabb része mentén terül el. Mivel a fő bevételi forrása a turizmus, ezért rengeteg étkezdét, szuveníráruló helyet lehet találni a számos bár és éjszakai szórakozóhely mellett. Az utak jó minősége mellett, a tömegközlekedés is kifogástalan. A területen két metróállomás is található (egy Vine-nál és egy Highlandnél). Az épületek jó állapotban vannak és többségük kétemeletes, de a belsőbb részeken találhatunk hatemeletes lakóházakat is. Találunk itt még néhány magas bérházat is, többek közt a híres Fontenoy-t és Montecitót. Ismert létesítmények a First National Bank of Hollywood, a Pacific Theater, a Hollywood Greyhound autóbusz-pályaudvar, és egy kis szelete a Hollywood Boulevard Hírességek Sétányának. További főbb tájékozódási pontok a negyed közvetlen szomszédságában a Capitol Records Building, a Grauman’s Egyptian Theater, a Grauman's Chinese Theater, a Kodak Theater és a Frederick’s of Hollywood.

## Története
A Yucca Corridor nevet az Ivar Hill Community Association első közgyűlésén kapta, 1991 áprilisában. Az Ivar Hill Community Association vezetője, Joe Shea azért ajánlotta ezt a nevet, hogy a városi képviselők hozzászokjanak ahhoz, hogy ez egy megbeszélendő téma. Egészen addig, a saját utcáik problémáival voltak elfoglalva, nagy hangsúlyt fektetve a bűnözés felszámolására.
A Neighborhood Watch csoportok kifejezés különálló csapatokat jelent, amelyek összhangban dolgoztak  a bűnözés ellen. Ilyen csapatok voltak például az Ivar Hawks, a Cherokee Condors, a Las Palmas Lions, a Wilcox Werewolves, a Whitley Rangers és a Hudson Howlers.
Kamerákat szereltek fel a leghírhedtebb sarokra (Wilcox és Yucca), valamint gyalogos őrjárat is volt, annak érdekében, hogy a  közösség végre békében élhessen. Shea számtalanszor mondta, hogy 23 embert lőttek le Yuccában csak a Cahuenga Boulevard és az Ivar Avenue között, így ez 180 méteres szakasza a Yucca Corridornak gyakran jelent meg a hírekben és riportokban, mint Hollywood sötét problémája az 1990-es években [forrás?]. Végül a veszélyes szórakozóhelyet, a La Igueritat bezárták Ivar és Yucca közelében. Ez és az 1994-es Northridge-i földrengés, amely számos hírhedt helyet a földdel tett egyenlővé végig a Yucca Street mentén, hozzájárult egy biztonságosabb és turistabarát negyed kialakulásához.
Egy másik közösségépítő szervezés keretében, Shea és csapata egy karácsonyi ünnepséget szerveztek négyszáz gyermek számára az egész Yucca Corridorban és becsomagolt ajándékokat osztottak körülbelül 7000 ember számára 1991 és 2003 között. A Las Palmas Lions szintén szervezett efféle rendezvényeket. 2003-at írunk, amikor a DePietro család eladja ingatlanát a New York-i művészeti iskolának, hogy kiállítótermet létesítsenek benne, ahol a komolyabb középosztálybeliek gyönyörködhetnek a kiállított tárgyakban. A közösségi elnökök is, mint John Jay, aki a United Streets of Hollywood alapítója és Joe Shea kénytelenek voltak megválni az ingatlanaiktól vagy magasabb bérleti díjakat bevezetni. Sokan a Hollywood e történelmi részének megmentéséért küzdők közül már nem engedheti meg magának, hogy itt éljen.

## Népesség
A 2000-ben végzett népszámlálási eredmények szerint a Yucca Corridor-ban 6177 lakos él, 3578 háztartásban. Ezen háztartások 75%-ban egy ember él és nincs családja, 99%-a pedig bérli a lakását, és nagyjából 40%-ának nincs autója. A környék az egyik legváltozatosabb Dél-Kaliforniában, hiszen a népesség 44%-a fehér, 35%-a csikánó (mexikói fehér), 10%-a fekete és 7%-a ázsiai. A népsűrűség nagyjából 14 300 fő/km², de a legsűrűbben lakott részeken 31 000 fő/km².

## Fordítás
- Ez a szócikk részben vagy egészben  a   Yucca Corridor, Los Angeles című angol Wikipédia-szócikk fordításán alapul.  Az eredeti cikk szerkesztőit annak laptörténete sorolja fel. Ez a jelzés csupán a megfogalmazás eredetét és a szerzői jogokat jelzi, nem szolgál a cikkben szereplő információk forrásmegjelöléseként.